# Jasper Aerents
Jasper Aerents (ur. 18 grudnia 1992 w Gandawie) – belgijski pływak, specjalizujący się głównie w stylu dowolnym.
Brązowy medalista mistrzostw Europy na krótkim basenie w sztafecie 4 × 50 m stylem dowolnym ze Szczecina (2011), Chartres (2012) oraz Herning (2013). Wicemistrz Europy juniorów z Helsinek na 50 i brązowy medalista na 100 m stylem dowolnym.
Uczestnik igrzysk olimpijskich w Londynie na 50 m stylem dowolnym (22. miejsce) oraz w sztafecie 4 × 100 m stylem dowolnym (8. miejsce).